# Вуевска карпа
Вуевската карпа (на македонска литературна норма: Вуевска Карпа, Вуевска Маара) е скално изсечено светилище край село Младо Нагоричане, на 9 km североизточно от град Куманово, Северна Македония.

## Описание и особености
Светилището има няколко имена – Вуевска карпа или Вуевска маара (в превод пещера), Маркови стъпалки или Марково подковище. Според местната легенда, някога тук в новоизкопан кладенец паднал вълк. На другия ден стопанинът на кладенеца отишъл на мястото, намерил вълка и започнал да му вика „Дедино вуje, дедино вуje“, откъдето дошло името на махалата и светилището. Малко по-късните названия, свързани с епическия герой Крали Марко, вероятно влизат в обращение през Късното средновековие, когато древните скални топоси на вяра биват наследени от епоса за Крали Марко.
Светилището е разположено на върха на вулканично скално плато, достъпно единствено от източната и североизточната страна и доминира над цялата околна равнина. В източните вертикални страни на платото, където минава естественият път към върха на скалното плато, са издълбани две ниши с овална форма. Малко вероятно е те да принадлежат към светилището, тъй като в района на Куманово пчеларите ловят пчели в такива ниши, които са семейни и се наследяват. Практиката да се дълбае меката скала от пчеларите се прилага и днес. Примамването на пчелните рояци става като нишата се намазва с маточина и глина. Нишата се покрива с похлупак с отвори, който се запечатва с глина. Пчеларските ниши често са на труднодостъпни места. Нерядко пчеларите използват скално-изсечените светилища, за да издълбаят нишите си, тъй като разположението им е южни-югоизточни склонове, близостта им до вода и твърдостта на скалата са благоприятни условия за тази дейност.
В базалтовите скали на платото са издълбани около 400 кръгли ями с диаметър между 0,45 и 0,50 m. Повечето са издълбани върху хоризонталните скали, но се наблюдават и случаи на единични добре изработени басейнчета върху скали, оформени като олтари с различна височина. Най-високият олтар, оформен като пресечена пирамида се намира в югоизточния дял на платото. В олтара е вкопана кръгла яма с диаметър 0,64 m и дълбочина 0,20 m, но без улей за оттичане към земята. Върху скалите се наблюдават и немалък брой врязани кръстове с размери около 0,5 m.
В самия северозападен ръб на платото е използвана естествена цепнатина с дължина около 3 m, върху която е паднал огромен монолитен камък. Образуваната по този начин пещера се нарича от местното население Дяволския камък.
Предположението че кръглите ями, издълбани в скалата, са резултат от издялването на воденични камъни не се потвърждава, защото скалата не е подходяща, а и самите ями са много грижливо обработени по ръбовете. Учените, изследвали вкопаванията, се колебаят в своята интерпретация за съоръженията между възможността, това да е светилище, посветено на Хелиос или фамилни ями за жертвоприношения. По-скоро превес има втората хипотеза.

## Датиране
Възможната най-късна датировка на светилището е VII век пр.н.е., когато сред пеонските племена семейните взаимоотношения изместват фамилно-клановите. Районът около светилището е бил много гъсто населен през всички исторически епохи. По повърхността на платото и в подножието и в иманярските изкопи се откриват керамични фрагменти от различни периоди, но най-многобройни са от късния енеолит и от римската епоха.

## Обредност и предания
Светилището е свързано с местния обреден календар и вярванията на хората от селото. Денят на Йоан Кръстител (19 януари), наричан тук Мечкина йовоjница и смятан като начало на настъпващия пролетно-летен вегетационен цикъл, е отбелязван тук на светилището с ритуал, в който децата носят тук специално приготвени от майките им питки от царевично брашно, наричани „мурмурузница“ и „бареница“. На светилището децата ги изяждат, за да отпразнуват Мечкина йовойница, като обредът се тълкува като култ към мечката.
За пещерата Дяволската църква се вярва, че е свърталище на демони, но едновременно с това се помни, че там в миналото са кръщавани деца на родители, чийто предишни рожби са умирали. По време на проучванията по проект Pyrachmes през 2000 – 2002 година, съвместно с Института по тракология към БАН и Народния музей в град Куманово, проф. Валерия Фол интервюира местен жител на име Трайко, който е бил кръстен в пещерата, а името е дадено от родителите му с желанието „да трае“ – т.е. да живее.
Носенето на питките и изяждането им на светилището е доказателство за жизнеността на обредността свързано с почитта към Великата богиня майка в образа ѝ на Артемида Браурония. Тази масова посветителна обредност е закрепена към зимното слънцестоене и раждането на новото слънце – т.е. към детето на мечката.
Според проф. Валерия Фол религиозната трансформация на Вуевска карпа като свято място е осмислена чрез същите метафори, като най-голямата скална ниша над свещения извор Касталия в Делфи, която до XIX век е изпълнявала ролята на параклис, посветен на Йоан Кръстител.

## Интерпретация
Според проф. Валерия Фол, Вуевска карпа носи всички белези на светилище свързано с култа към Слънцето. Словесният фолклор и запазената обредност, според нея дават основание да се предположи, че в древността местните тракийски племена са почитали на това място раждането на Слънце-бога.
Името на пещерата, свързано с вълка, може да бъде предположено като свято място с индивидуална посветителна обредност или по-точно „доктринална посветителна обредност“.